# ناتاليا بافولوفا
ناتاليا بافولوفا (الروسية: Наталья Евгеньевна Донгаузер) (و. 1956  م) هي متزلجة فنية، ومدربة تزلج فني من الاتحاد السوفيتي، وروسيا، ولدت في سانت بطرسبرغ.

## التعليم
تعلمت في Northwestern State Technical Remote University ‏.

## جوائز
حصلت على جوائز منها:
- جائزة سيد الرياضة في الاتحاد السوفيتي  [لغات أخرى]‏
- جائزة المدرب المتميز للاتحاد السوفيتي [الإنجليزية]‏
- المدرب المكرم لروسيا [الإنجليزية]‏.